# Mirante de Santana
O Mirante de Santana é a principal estação meteorológica do Instituto Nacional de Meteorologia (INMET) no município de São Paulo, capital do estado homônimo. Está localizada no bairro de Jardim São Paulo, na zona norte da cidade. Nesta estação é medida a quantidade de chuva, umidade relativa do ar, radiação, pressão atmosférica, a direção e velocidade do vento. O prédio do observatório é de 1929 e passou a registrar dados meteorológicos em 1945.
Sua localização a 792 metros do nível do mar possibilita um preciso monitoramento, previsão do tempo e também um skyline da cidade (360 graus). Da praça é possível ter uma vista parcial do bairro de Santana e do centro de São Paulo. Somente na parte mais alta, restrita aos técnicos do INMET, há uma visão completa da cidade. Chegou a ser tido pelo Jornal Agora como o melhor ponto da cidade para visualizar os fogos de artifício da Avenida Paulista, lançados no reveillon.
Próximo do Mirante de Santana, o padre Roberto Landell de Moura realizou as primeiras experiências públicas de transmissão de voz por ondas de rádio da história, no Colégio das Irmãs de São José, hoje Colégio Santana, próximo a Capela de Santa Cruz no bairro de Santana, nos anos de 1899 e 1900. O padre era o pároco daquela igreja.

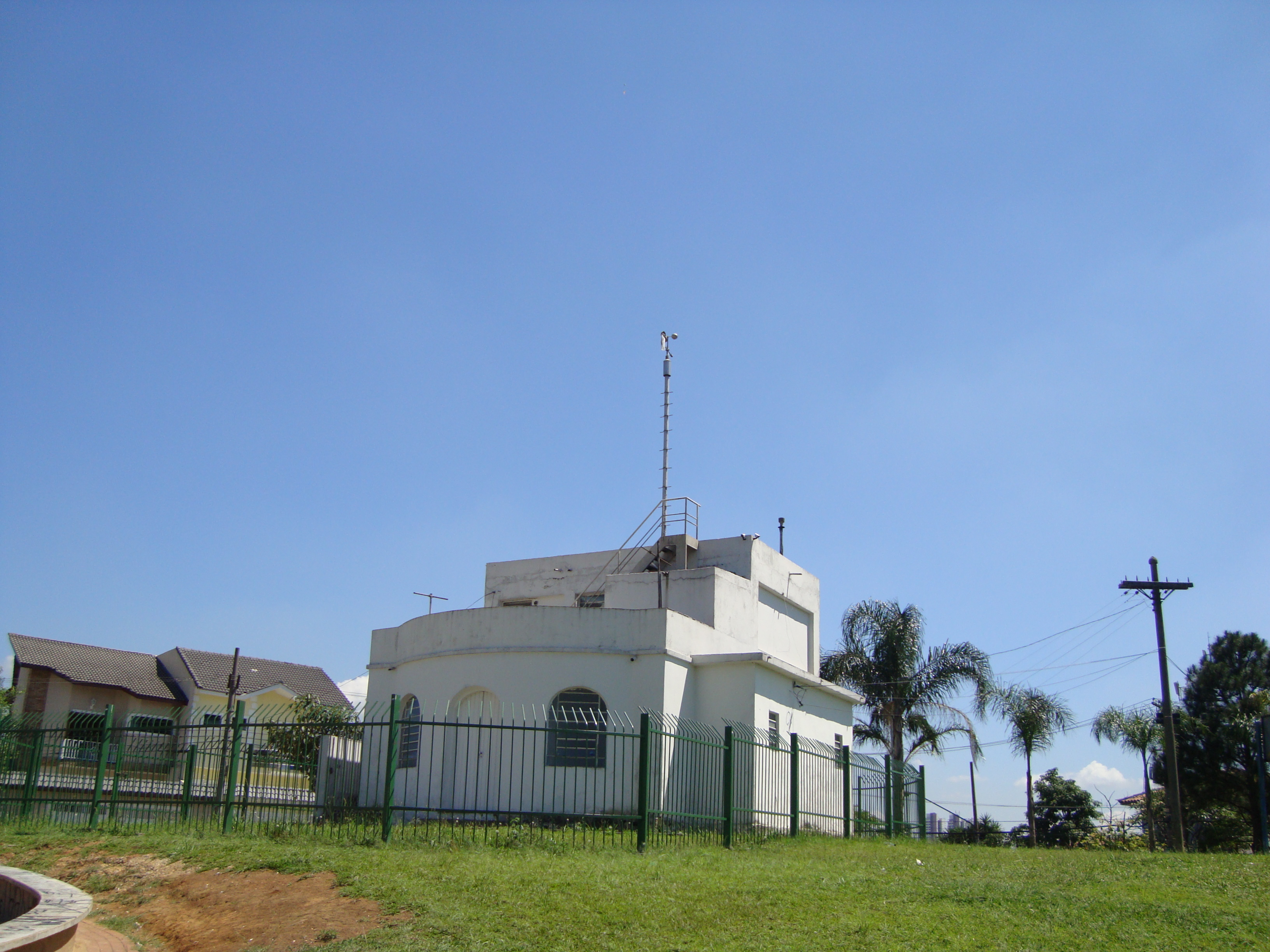
O Mirante.

## Recordes meteorológicos
| Maiores acumulados de precipitação em 24 horas registrados em São Paulo/Mirante de Santana por meses (INMET, 1945-presente) | Maiores acumulados de precipitação em 24 horas registrados em São Paulo/Mirante de Santana por meses (INMET, 1945-presente) | Maiores acumulados de precipitação em 24 horas registrados em São Paulo/Mirante de Santana por meses (INMET, 1945-presente) | Maiores acumulados de precipitação em 24 horas registrados em São Paulo/Mirante de Santana por meses (INMET, 1945-presente) | Maiores acumulados de precipitação em 24 horas registrados em São Paulo/Mirante de Santana por meses (INMET, 1945-presente) | Maiores acumulados de precipitação em 24 horas registrados em São Paulo/Mirante de Santana por meses (INMET, 1945-presente) |
| Mês | Acumulado | Data | Mês | Acumulado | Data |
| --- | --- | --- | --- | --- | --- |
| Janeiro | 144,1 mm | 25/01/2025 | Julho | 123,6 mm | 05/07/2019 |
| Fevereiro | 123 mm | 10/02/2020 | Agosto | 53,2 mm | 24/08/1953 |
| Março | 106,2 mm | 11/03/1994 | Setembro | 78,1 mm | 09/09/2009 |
| Abril | 82,1 mm | 07/04/2017 | Outubro | 86,6 mm | 10/10/2023 |
| Maio | 140,4 mm | 25/05/2005 | Novembro | 103,2 mm | 27/11/1950 |
| Junho | 89,6 mm | 27/06/2020 | Dezembro | 151,8 mm | 21/12/1988 |

Desde a abertura da estação meteorológica, a menor temperatura ocorreu em 2 de agosto de 1955, com mínima de −2,1 °C, enquanto a maior foi registrada em 17 de outubro de 2014, de 37,8 °C, sendo o recorde até então de 37 °C em 20 de janeiro de 1999. O maior acumulado de chuva em 24 horas chegou a 151,8 milímetros (mm) em 21 de dezembro de 1988, seguido por 144,1 mm em em 25 de janeiro de 2025, 140,4 mm em 25 de maio de 2005.
Outros acumulados iguais ou superiores a 100 mm foram:  127,4 mm em 12 de janeiro de 1949, 123,6 mm em 5 de julho de 2019, 123 mm em 10 de fevereiro de 2020, 121,8 mm em 2 de fevereiro de 1983, 115 mm em 16 de janeiro de 2017, 114,3 mm em 15 de dezembro de 2012, 109,5 mm em 28 de fevereiro de 2011, 106,4 mm em 16 de janeiro de 1991, 106,2 mm em 11 de março de 1994, 103,5 mm em 19 de janeiro de 1977, 103,3 mm em 8 de fevereiro de 2007, 102,7 mm em 17 de fevereiro de 1988, 102 mm em 21 de fevereiro de 2016 e 101,6 mm em 24 de dezembro de 2019. Os meses mais chuvosos da série histórica foram março de 2006 e fevereiro de 2020, com 607,9 mm e 505,7 mm, respectivamente.
| Dados climatológicos para São Paulo (Mirante de Santana)                                                                    | Dados climatológicos para São Paulo (Mirante de Santana) | Dados climatológicos para São Paulo (Mirante de Santana) | Dados climatológicos para São Paulo (Mirante de Santana) | Dados climatológicos para São Paulo (Mirante de Santana) | Dados climatológicos para São Paulo (Mirante de Santana) | Dados climatológicos para São Paulo (Mirante de Santana) | Dados climatológicos para São Paulo (Mirante de Santana) | Dados climatológicos para São Paulo (Mirante de Santana) | Dados climatológicos para São Paulo (Mirante de Santana) | Dados climatológicos para São Paulo (Mirante de Santana) | Dados climatológicos para São Paulo (Mirante de Santana) | Dados climatológicos para São Paulo (Mirante de Santana) | Dados climatológicos para São Paulo (Mirante de Santana) |
| Mês | Jan                                                      | Fev                                                      | Mar                                                      | Abr                                                      | Mai                                                      | Jun                                                      | Jul                                                      | Ago                                                      | Set                                                      | Out                                                      | Nov                                                      | Dez                                                      | Ano                                                      |
| --- | -------------------------------------------------------- | -------------------------------------------------------- | -------------------------------------------------------- | -------------------------------------------------------- | -------------------------------------------------------- | -------------------------------------------------------- | -------------------------------------------------------- | -------------------------------------------------------- | -------------------------------------------------------- | -------------------------------------------------------- | -------------------------------------------------------- | -------------------------------------------------------- | -------------------------------------------------------- |
| Temperatura máxima recorde (°C)                                                                                             | 37                                                       | 36,4                                                     | 34,8                                                     | 33,4                                                     | 32,8                                                     | 28,8                                                     | 30,2                                                     | 33                                                       | 37,1                                                     | 37,8                                                     | 37,7                                                     | 34,8                                                     | 37,8                                                     |
| Temperatura máxima média (°C)                                                                                               | 28,6                                                     | 29                                                       | 28                                                       | 26,6                                                     | 23,4                                                     | 22,9                                                     | 22,9                                                     | 24,5                                                     | 25,2                                                     | 26,5                                                     | 26,9                                                     | 28,3                                                     | 26,1                                                     |
| Temperatura média compensada (°C)                                                                                           | 23,1                                                     | 23,5                                                     | 22,5                                                     | 21,2                                                     | 18,4                                                     | 17,5                                                     | 17,2                                                     | 18,1                                                     | 19,1                                                     | 20,5                                                     | 21,2                                                     | 22,6                                                     | 20,4                                                     |
| Temperatura mínima média (°C)                                                                                               | 19,4                                                     | 19,6                                                     | 18,9                                                     | 17,5                                                     | 14,7                                                     | 13,5                                                     | 12,8                                                     | 13,3                                                     | 14,9                                                     | 16,5                                                     | 17,3                                                     | 18,7                                                     | 16,4                                                     |
| Temperatura mínima recorde (°C)                                                                                             | 10,2                                                     | 11,1                                                     | 11                                                       | 6                                                        | 3,7                                                      | 1                                                        | 0,4                                                      | −2,1                                                     | 2,2                                                      | 4,3                                                      | 7                                                        | 9,4                                                      | −2,1                                                     |
| Precipitação (mm) | 292,1                                                    | 257,7                                                    | 229,1                                                    | 87                                                       | 66,3                                                     | 59,7                                                     | 48,4                                                     | 32,3                                                     | 83,3                                                     | 127,2                                                    | 143,9                                                    | 231,3                                                    | 1 658,3                                                  |
| Dias com precipitação (≥ 1 mm)                                                                                              | 17                                                       | 14                                                       | 13                                                       | 6                                                        | 6                                                        | 5                                                        | 4                                                        | 4                                                        | 7                                                        | 10                                                       | 11                                                       | 13                                                       | 110                                                      |
| Umidade relativa compensada (%)                                                                                             | 76,9                                                     | 75                                                       | 76,6                                                     | 74,6                                                     | 75                                                       | 73,5                                                     | 70,8                                                     | 68,2                                                     | 71,3                                                     | 73,7                                                     | 73,7                                                     | 73,9                                                     | 73,6                                                     |
| Insolação (h) | 139,1                                                    | 153,5                                                    | 161,6                                                    | 169,3                                                    | 167,6                                                    | 160                                                      | 169                                                      | 173,1                                                    | 144,5                                                    | 157,9                                                    | 151,8                                                    | 145,1                                                    | 1 893,5                                                  |
| Fonte: INMET (normal climatológica de 1991-2020; horas de sol: normal de 1981-2010; recordes de temperatura: 1945-presente) |                                                          |                                                          |                                                          |                                                          |                                                          |                                                          |                                                          |                                                          |                                                          |                                                          |                                                          |                                                          |                                                          |